# Wielka Synagoga w Suwałkach
Wielka Synagoga w Suwałkach – nieistniejąca synagoga znajdująca się w Suwałkach na Starym Mieście przy ulicy Joselewicza 36, późniejszej ulicy Włodzimierza Lenina 34, obecnie Noniewicza 22.

## Historia
Synagoga została zbudowana w latach 1820-1821. Podczas II wojny światowej hitlerowcy zdewastowali synagogę. Po wojnie budynek synagogi stał opuszczony. Mimo iż był w dobrym stanie, stopniowo popadał w ruinę.
W 1952 wpisano synagogę do rejestru zabytków. W 1956 ze względu na zły stan techniczny została skreślona z rejestru zabytków i z polecenia lokalnych władz miasta została wyburzona mimo protestów Żydów mieszkających wówczas w mieście.

## Architektura
Murowany budynek synagogi wzniesiono na planie prostokąta o wymiarach 100 na 54 stóp w stylu klasycystycznym. Charakterystycznym elementem synagogi był portyk kolumnowy z ośmioma kolumnami doryckimi, zwieńczony belkowaniem i trójkątnym tympanonem oraz falista attyka.
Sala główna na planie prostokąta z otwarta galerią dla kobiet nad wejściem babiniec. Salę przekryto płaskim, kasetonowym drewnianym stropem powstałym przez odeskowanie od spodu więzarów dachowych.